# Ehrwald

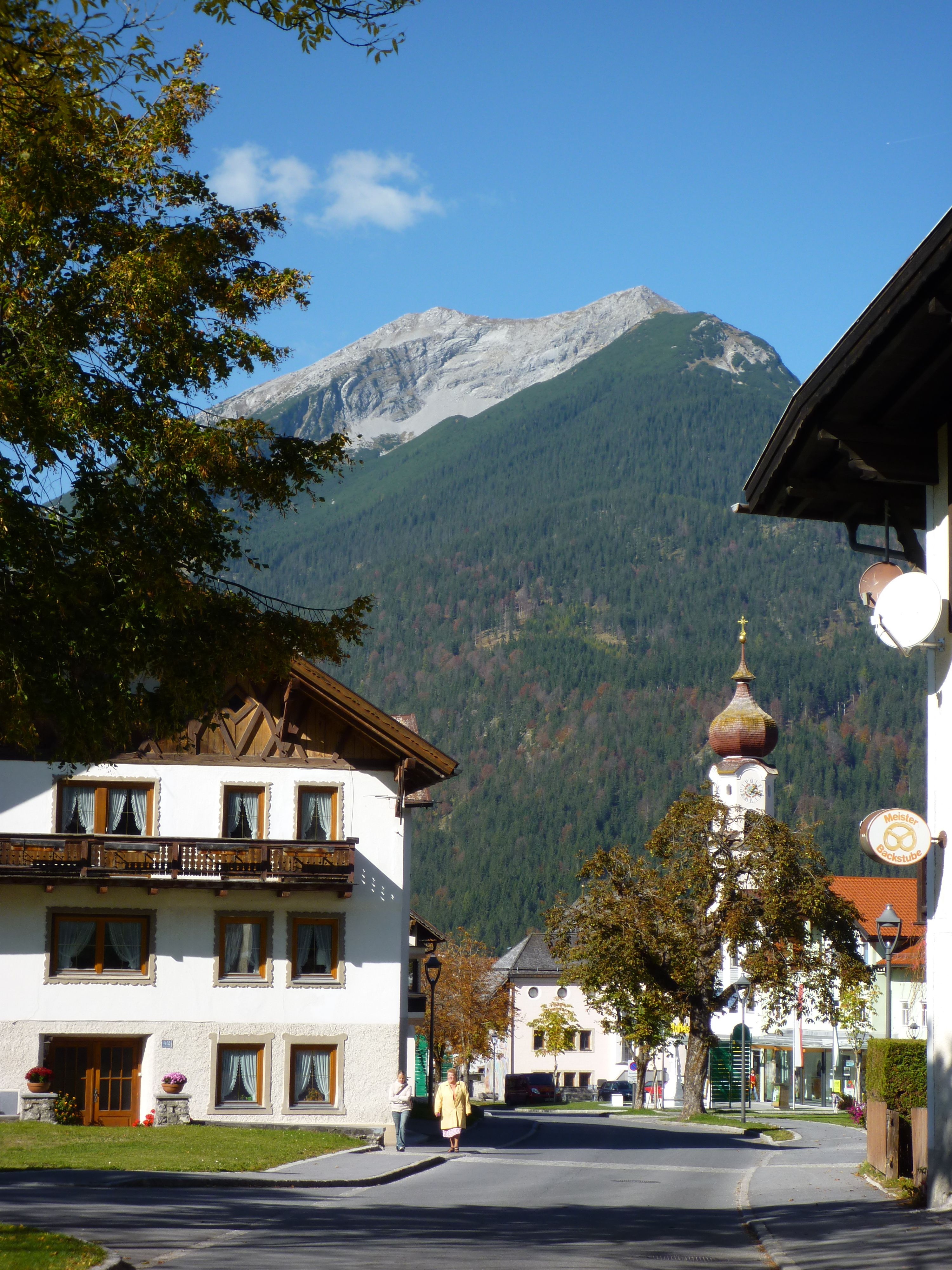
Ehrwald - Centrum

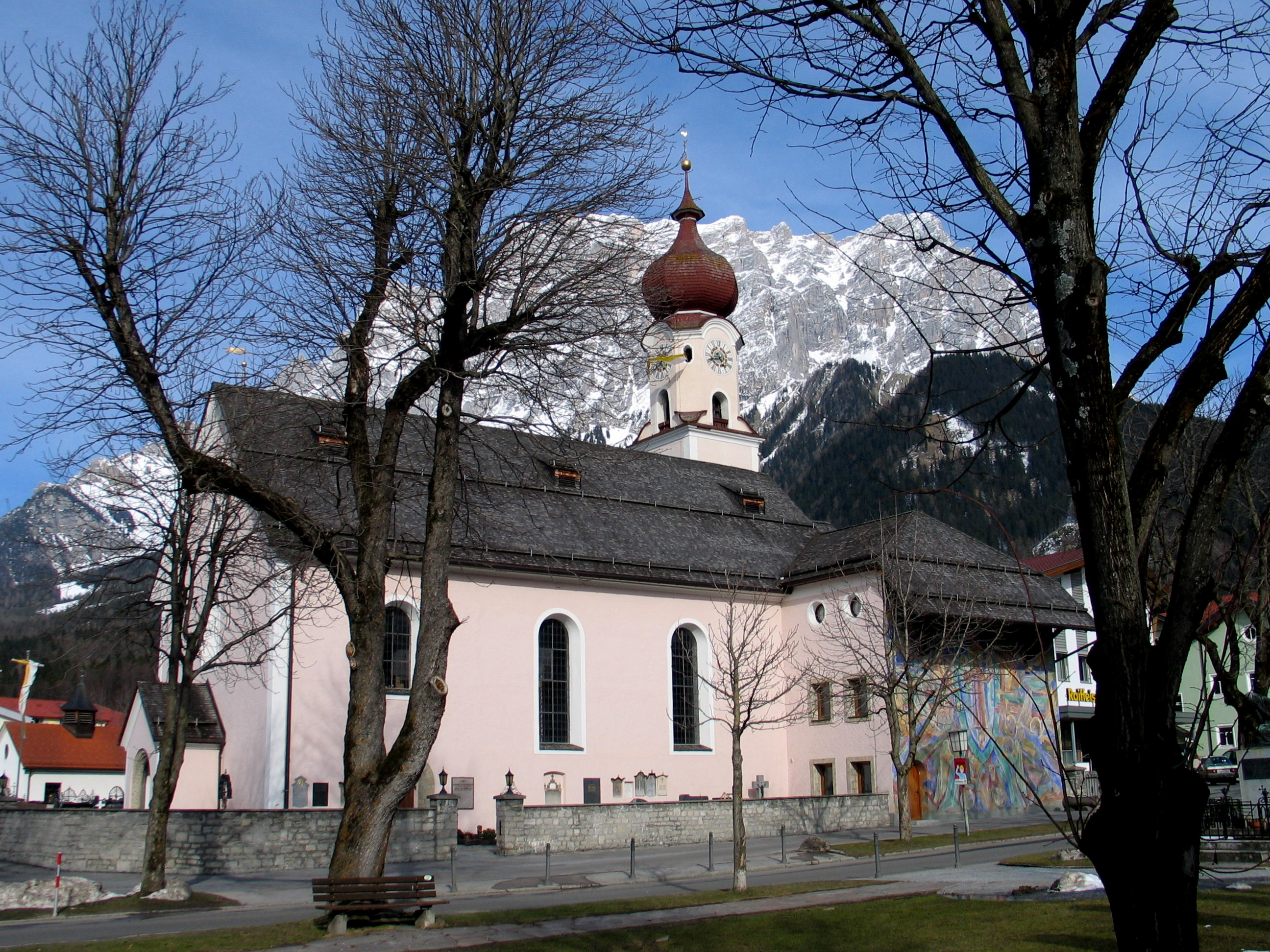
Ehrwald - Mariä Heimsuchung Kerk met Zugspitze op de
achtergrond

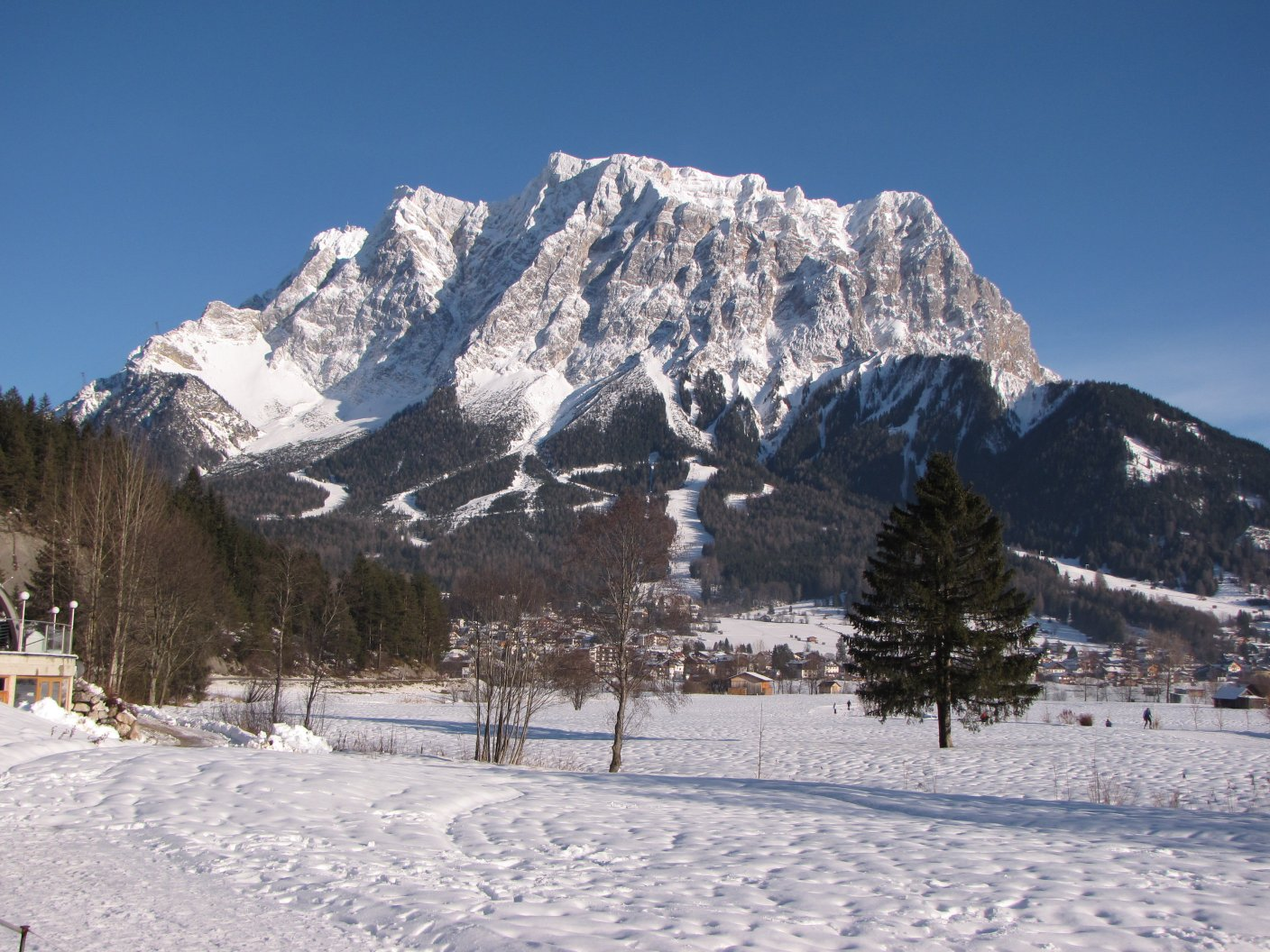
Ehrwald - Blik op de Zugspitze

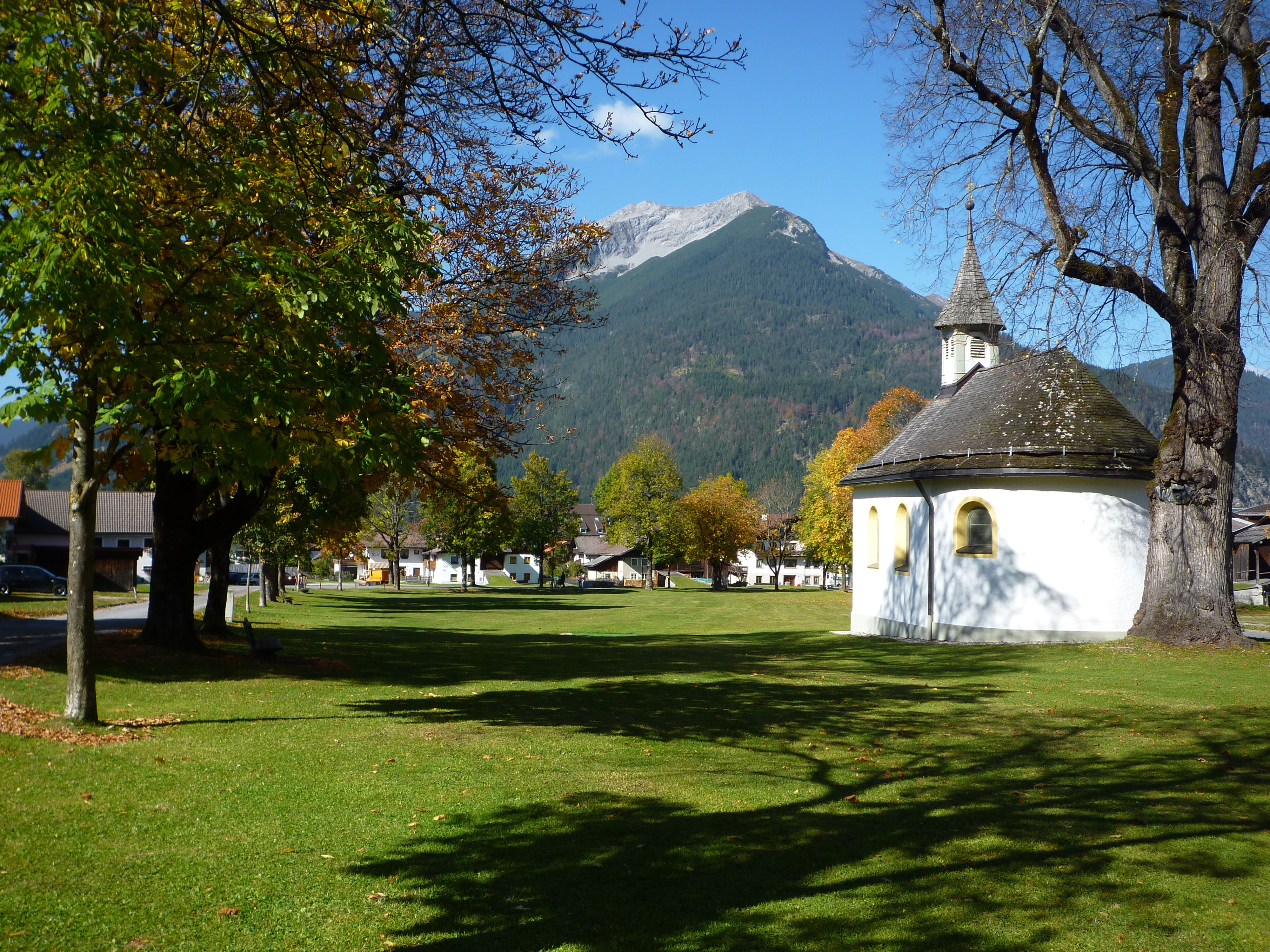
Ehrwald - Martinskapelle

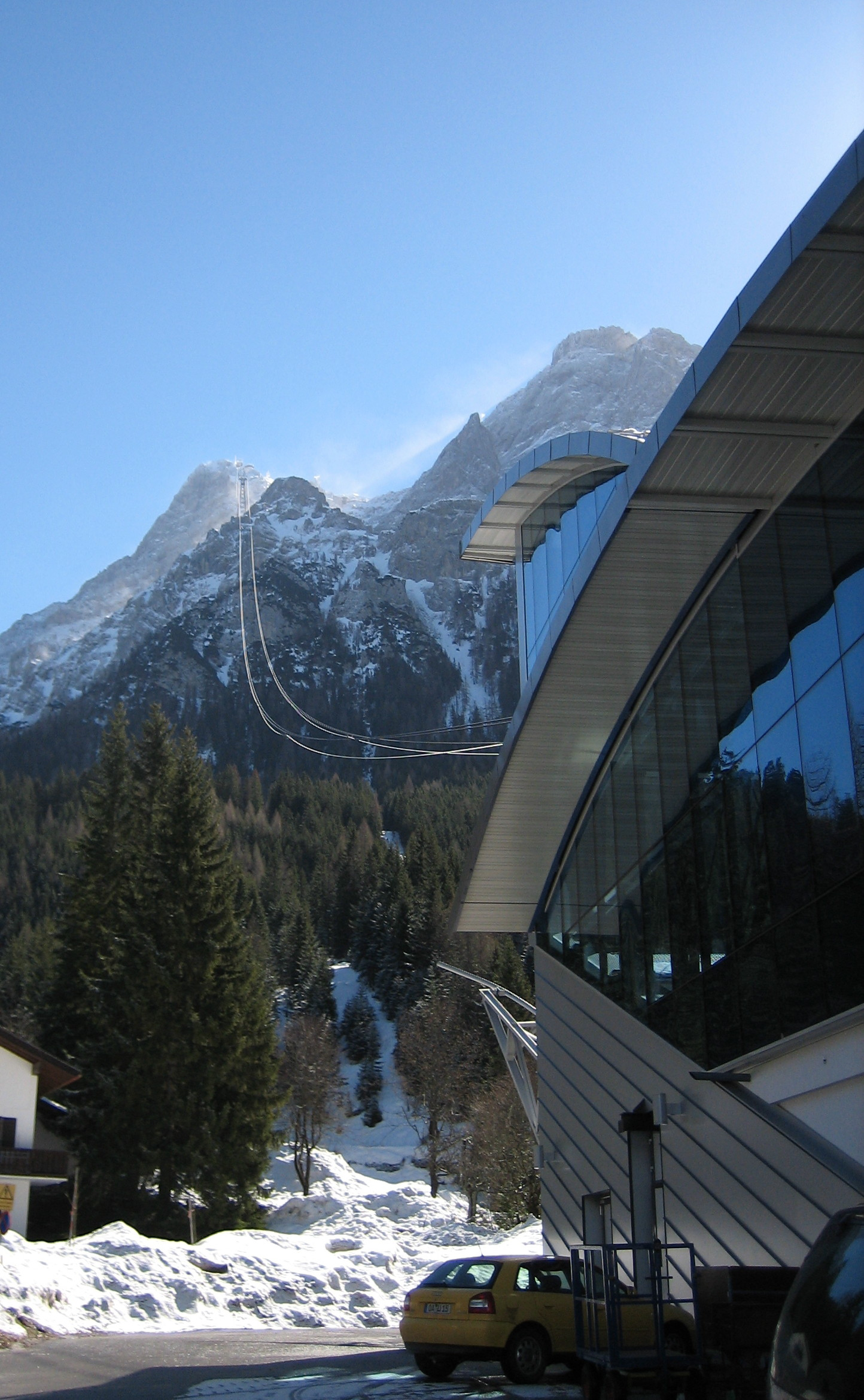
Ehrwald - Dalstation Tiroler Zugspitzbahn

Ehrwald is een gemeente in het district Reutte in de Oostenrijkse deelstaat Tirol.

## Ligging
Ehrwald is een bekend skigebied en mede bekend omdat de hoogste berg van Duitsland (Zugspitze 2962 meter) er dichtbij in de buurt ligt. Ehrwald ligt aan de voet van het Wettersteingebergte. Het dorp ligt in het bekken van de Lermooser Moos, een voormalig moeras. Door deze vlakte liep vroeger de Via Claudia Augusta.
De rivier Loisach ontspringt in Biberwier, even ten zuiden van Ehrwald en stroomt vervolgens vlak langs Ehrwald langs de westzijde van de Zugspitze over de Oostenrijk-Duitse grens.

## Kernen
Naast het dorp Ehrwald maken de volgende kernen deel uit van Ehrwald:
- Obermoos (dalstation van de Tiroler-Zugspitzbahn)
- Ehrwald-Schanz (voormalige grensovergang met Duitsland)
- Oberdorf
- Unterdorf
- Schmiede
- Weidach

## Buurgemeenten
De aangrenzende gemeenten van Ehrwald zijn Biberwier, Garmisch-Partenkirchen (D), Grainau (D), Lermoos en Mieming.

## Geschiedenis
Ehrwald werd voor het eerst in 1274 in een oorkonde vermeld. De naam is waarschijnlijk een verbastering van het Oudhoogduitse eriro of erro wald, wat begin van het bos betekent. In tegenstelling tot de rest van de Außerfern vestigde men zich in het gebied niet vanuit de Allgäu, maar vanuit Imst. De mijnbouw, die hier tot het begin van de 20e eeuw bedreven werd, vormde een belangrijke rol. Ehrwald lag niet precies op de route over de Fernpas, maar verkreeg belangrijke inkomsten door de productie van vatduigen voor de zoutwinning in Hall. Reeds aan het begin van de 20e eeuw werd Ehrwald ontdekt door de toeristen en het groeide samen met Lermoos uit tot een belangrijke toeristengemeente met zowel zomer- als wintertoerisme. De bouw van de tweede kabelbaan van Oostenrijk, de Tiroler Zugspitzbahn in 1926 (welke in 1991 vervangen werd) was daarbij van groot belang.

## Bezienswaardigheden
- Dicht bij het dorp ligt het natuur reservaat Ehrwalder Becken.
- Elk jaar in het weekend rondom de midzomerdag (zomerzonnewende, 21 juni) wordt het imposante berglandschap rondom de vallei Ehrwald-Lermoos-Biberwier verlicht door het traditionele 'zonnewende vuur'. Met duizenden fakkels worden figuren op de hellingen uitgezet. De figuren variëren van christelijke symbolen, motieven uit de planten en dierenwereld tot en met complexere beelden. In 2010 is dit bergvuur toegevoegd aan de cultuurerfgoed lijst van de UNESCO.

## Skigebied
Ehrwald maakt deel uit van de zogenaamde Zugspitz Arena, een groot vakantiegebied waarvan naast Ehrwald ook enkele buurgemeenten zoals Biberwier, Lermoos en Bichlbach deel uitmaken. De kabelbaan Tiroler Zugspitzbahn geeft toegang tot de Zugspitze. Ehrwald kent 2 skigebieden de Ehrwalder Almbahnen en de Wettersteinbahnen.
Het skigebied Ehrwalder Alm is gelegen aan het uiteinde van het dorp Ehrwald. De totale lengte van de pisten bedraagt 26 kilometer. De hoogte ligt tussen de 1100 en 1900 meter. Er zijn een zevental skiliften, te weten:
- Ehrwalder Almbahn (8-persoons gondel)
- Ganghofer Blitz (6-persoons stoeltjeslift)
- Gaistal (6-persoons stoeltjeslift)
- Issental (6-persoons stoeltjeslift)
- Hochbrand (sleeplift)
- Klämmli (sleeplift)
- Minilift (sleeplift)

Het bergstation van de Issentalkopflift ligt op 1900 meter hoogte.
Het skigebied Wettersteinbahn is gelegen op de flanken van de Zugspitze. De totale lengte van de pisten bedraagt 22 kilometer. De hoogte ligt tussen de 1010 en 1520 meter. Er zijn een zestal skiliften, te weten:
- Wettersteinbahn (3-persoons stoeltjeslift)
- Bärenlift (sleeplift)
- Gamskarlift (sleeplift)
- Sonnenhangbahn (Sunracer) (6-persoons stoeltjeslift)
- Skischullift (sleeplift)
- Babylift (sleeplift)

## Vervoer
Vanuit Ehrwald zijn via de Fernpas het Gurgltal en het Inndal bereikbaar. Ook heeft het verbindingen naar Reutte via de Fernpassstraße (B179) en Garmisch-Partenkirchen via de Ehrwalder Straße (B187). Verder is Ehrwald aangesloten op de Außerfernspoorlijn.
Bach · Berwang · Biberwier · Bichlbach · Breitenwang · Ehenbichl · Ehrwald · Elbigenalp · Elmen · Forchach · Grän · Gramais · Häselgehr · Heiterwang · Hinterhornbach · Höfen · Holzgau · Jungholz · Kaisers · Lechaschau · Lermoos · Musau · Namlos · Nesselwängle · Pfafflar · Pflach · Pinswang · Reutte · Schattwald · Stanzach · Steeg · Tannheim · Vils · Vorderhornbach · Wängle · Weißenbach am Lech · Zöblen
- Gemeinsame Normdatei: 4232857-3
- Library of Congress Control Number: nr95012577
- Nationale Bibliotheek van Tsjechië: ge413581
- Nationale Bibliotheek van Israël: 987007540456405171
- Virtual International Authority File: 312897207
- WorldCat: E39PBJmP3gym8F7jjRBRCP8Qv3